# Vương triều thứ Mười Lăm của Ai Cập
Vương triều thứ Mười Lăm của Ai Cập cổ đại (Vương triều thứ 15) là một triều đại các vua cai trị Ai Cập, kéo dài từ năm 1650 đến năm 1550 trước Công nguyên, thuộc Thời kỳ Chuyển tiếp thứ Hai của Ai Cập.

## Cai trị
Các vị vua cai trị Ai Cập cổ đại trong vương triều như sau:
| Tên       | Thời gian trị vì |
| --------- | --- |
| Salitis   | ? |
| Sakir-Har | Đây là là một đầu não chỉ huy của vua Hyksos, biết đến nhờ một màn cửa cổ đại có chứa thông tin được tìm thấy tại Avaris. Thời gian trị vì của ông là không rõ |
| Khyan     | ? |
| Apophis   | 1590 TCN-1550 TCN |
| Khamudi   | 1550-1540 TCN |

vương triều thứ Mười lăm của Ai Cập là vương triều đầu tiên mà người Hyksos thống trị từ Avaris nhưng họ không kiểm soát toàn bộ vùng đất này. Các vua Hyksos ưa thích xâm chiếm ở phía bắc Ai Cập kể từ khi họ đột nhập vào từ phía đông. Những cái tên và thứ tự thời gian của các vị vua là không chắc chắn.

### Số vị vua đặt tên bởi Apepi
Một số học giả tranh luận rằng đã có hai vua Apophis đặt tên là Apepi I và Apepi II, nhưng đây là chủ yếu là vì có hai cách gọi trong tiếng prenomens cho vua này: Awoserre và Aqenenre. Tuy nhiên, nhà Ai Cập học nổi tiếng người Đan Mạch Kim Ryholt vẫn khẳng định trong nghiên cứu của ông về Thời kỳ chuyển tiếp thứ Hai, khoảng thời gian đó những người prenomens, tất cả tham khảo một người đàn ông: Apepi I, người cai trị Ai Cập trong hơn 40 năm. Đây cũng được hỗ trợ bằng cách vua là việc làm thứ ba của prenomen trong vương triều của ông: Nebkhepeshre. Apophis có khả năng là đã làm nhiều việc khác nhau đối với prenomens trong suốt vương triều của ông. Kịch bản này không quá tuyệt vời kể từ khi nhiều vị vua, bao gồm Mentuhotep II, sự nổi tiếng của Ramesses II, và Seti II, được biết là đã sử dụng hai cách khác nhau để dôi phó với prenomens trong thời gian cai trị của họ.